# Un giorno dopo l'altro
 (février 2020).
Si vous disposez d'ouvrages ou d'articles de référence ou si vous connaissez des sites web de qualité traitant du thème abordé ici, merci de compléter l'article en donnant les références utiles à sa vérifiabilité et en les liant à la section « Notes et références ».
Pistes de Tenco
Io vorrei essere la Ognuno è libero
Un giorno dopo l'altro (en français : Le temps file ses jours) est une chanson écrite par Jacques Chaumelle et avec la musique de Tenco, publiée en 1966. 
La version française de la chanson était la chanson thème de la seconde saison de la série télévisée italienne Le inchieste del commissario Maigret, tiré de romans et récits de Georges Simenon.

## Cover
Au fil des ans, plusieurs artistes ont interprété la chanson, y compris :
- 1966 : Perry Como
- 1969 : Aphrodite's Child
- 1972 : Iva Zanicchi
- 1983 : Mia Martini
- 1987 : Steven Brown
- 1993 : Pino Daniele
- 2001 : La Crus
- 2005 : Claudio Baglioni
- 2007 : Antonella Ruggiero